# Triphenylgallium
Triphenylgallium ist eine metallorganische Galliumverbindung.

## Gewinnung und Darstellung
Triphenylgallium kann durch Reaktion von Diphenylquecksilber mit Gallium oder durch Reaktion von Gallium(III)-chlorid mit Phenyllithium gewonnen werden.

## Eigenschaften
Triphenylgallium ist ein luft- und feuchtigkeitsempfindlicher Feststoff. Er besitzt eine orthorhombische Kristallstruktur mit der Raumgruppe Pbcn (Raumgruppen-Nr. 60). Das Molekül ist nicht planar, sondern durch das freie Elektronenpaar pyramidal. Die Verbindung ist in Lösung monomer, aber seine Kristalle bilden aufgrund schwacher intermolekularer Wechselwirkungen Kettenstrukturen.

## Verwendung
Triphenylgallium wird als Katalysator für die Polymerisation von Alkenen verwendet. Es reagiert mit Benzaldehyd zu Benzhydrol und langsam mit Benzoylchlorid zu Benzophenon.